# Palapedia truncatifrons
Palapedia truncatifrons is een krabbensoort uit de familie van de Xanthidae. De wetenschappelijke naam van de soort is voor het eerst geldig gepubliceerd in 1974 door Sakai.